# 8-й армійський корпус (Третій Рейх)
VIII-й (8-й) армі́йський ко́рпус (нім. VIII. Armeekorps) — армійський корпус Вермахту за часів Другої світової війни.

## Історія
VIII-й армійський корпус був сформований 1 жовтня 1934 у 8-му військовому окрузі (нім. Wehrkreis VIII) в Бреслау.

## Райони бойових дій
- Німеччина (жовтень 1934 — вересень 1939);
- Польща (вересень — жовтень 1939);
- Німеччина (жовтень 1939 — травень 1940);
- Франція (травень 1940 — лютий 1941);
- Генеральна губернія (лютий — червень 1941);
- СРСР (центральний напрямок) (червень 1941 — жовтень 1941);
- Франція (листопад 1941 — березень 1942);
- СРСР (південний напрямок) (квітень — серпень 1942);
- СРСР (Сталінград) (серпень 1942 — січень 1943);
- СРСР (північний напрямок) (серпень 1943 — квітень 1944);
- СРСР (центральний напрямок) (квітень — липень 1944);
- Польща (липень 1944 — січень 1945);
- Німеччина (січень — травень 1945).

## Командування

### Командири
1-ше формування
- генерал кавалерії Евальд фон Кляйст (нім. Ewald von Kleist) (21 травня 1935 — 3 лютого 1938);
- генерал від інфантерії Ернст Буш (нім. Ernst Busch) (4 лютого 1938 — 25 жовтня 1939);
- генерал артилерії, з 30 січня 1943 генерал-полковник Вальтер Гайц (нім. Walter Heitz) (25 жовтня 1939 — 31 січня 1943), захоплений в полон;

2-ге формування
- генерал від інфантерії Густав Гене (нім. Gustav Höhne) (20 липня 1943 — 1 квітня 1944);
- генерал-лейтенант Йоганнес Блок (нім. Johannes Block) (1 — 15 квітня 1944);
- генерал-лейтенант Ганс Шлеммер (нім. Hans Schlemmer) (15 квітня 1943 — 12 травня 1944);
- генерал від інфантерії Густав Гене (12 травня — 10 вересня 1944);
- генерал артилерії Вальтер Гартманн (нім. Walter Hartmann) (10 вересня 1944 — 19 березня 1945);
- генерал від інфантерії Фрідріх Візе (нім. Friedrich Wiese) (19 березня — 20 квітня 1945);
- генерал артилерії Горст фон Меллентін (нім. Horst von Mellenthin) (20 квітня — 8 травня 1945).

## Бойовий склад 8-го армійського корпусу
Формування управління, забезпечення та підтримки
- 18-те артилерійське командування (Arko 18), з 1940 — Arko 408, з перервами — Arko 103, 130, 131, 145
- 408-ме управління корпусного постачання (Korps-Nachschubtruppen 408);
- 48-й корпусний батальйон зв'язку (Korps-Nachrichten-Abteilung 48);
- 408-й топографічний відділ корпусу (Korps-Kartenstelle 408);
- 408-й взвод фельджандармерії (Feldgendarmerie-Trupp 408).

- 8-ма піхотна дивізія (8. Infanterie-Division);
- 18-та піхотна дивізія (18. Infanterie-Division);
- 28-ма піхотна дивізія (28. Infanterie-Division);
- 30-та піхотна дивізія (30. Infanterie-Division).

- 8-ма піхотна дивізія;
- 28-ма піхотна дивізія;
- 239-та піхотна дивізія (239. Infanterie-Division);
- 5-та танкова дивізія (5. Panzer-Division);
- 3-тє командування прикордонних військ (Grenzschutz-Kommandeur 3);
- полк СС «Германія» (SS-Regiment "Germania").

- 251-ша піхотна дивізія (251. Infanterie-Division);
- 267-ма піхотна дивізія (267. Infanterie-Division).

- 8-ма піхотна дивізія;
- 28-ма піхотна дивізія;
- 251-ша піхотна дивізія;
- 267-ма піхотна дивізія.

- 8-ма піхотна дивізія;
- 28-ма піхотна дивізія.

- 8-ма піхотна дивізія;
- 28-ма піхотна дивізія;
- 6-та гірсько-піхотна дивізія (6. Gebirgs-Division).

- 8-ма піхотна дивізія;
- 28-ма піхотна дивізія.

- 8-ма піхотна дивізія;
- 28-ма піхотна дивізія.

- 8-ма піхотна дивізія;
- 28-ма піхотна дивізія;
- 1-ша кавалерійська дивізія (1. Kavallerie-Division).

- 8-ма піхотна дивізія;
- 28-ма піхотна дивізія;
- 161-ша піхотна дивізія (161. Infanterie-Division).

- 8-ма піхотна дивізія;
- 14-та піхотна дивізія (14. Infanterie-Division);
- 28-ма піхотна дивізія;
- 161-ша піхотна дивізія;
- 255-та піхотна дивізія (255. Infanterie-Division);
- 7-ма танкова дивізія (7. Panzer-Division).

- 8-ма піхотна дивізія;
- 28-ма піхотна дивізія;
- 86-та піхотна дивізія (86. Infanterie-Division);
- 87-ма піхотна дивізія (87. Infanterie-Division);
- 162-га піхотна дивізія (162. Infanterie-Division);
- 255-та піхотна дивізія.

- 28-ма легка піхотна дивізія (28. leichte Infanterie-Division);
- 215-та піхотна дивізія (215. Infanterie-Division);
- 337-ма піхотна дивізія (337. Infanterie-Division).

- 5-та легка піхотна дивізія (5. leichte Infanterie-Division);
- 8-ма легка піхотна дивізія (8. leichte Infanterie-Division);
- 28-ма легка піхотна дивізія.

- 62-га піхотна дивізія (62. Infanterie-Division);
- 454-та дивізія охорони (454. Sicherungs-Division);
- 108-ма угорська легка дивізія (108. ungarische leichte Division).

- 76-та піхотна дивізія (76. Infanterie-Division);
- 305-та піхотна дивізія (305. Infanterie-Division).

- 76-та піхотна дивізія;
- 113-та піхотна дивізія (113. Infanterie-Division).

- 44-та піхотна дивізія (44. Infanterie-Division);
- 76-та піхотна дивізія;
- 113-та піхотна дивізія.

- 32-га піхотна дивізія (32. Infanterie-Division);
- 122-га піхотна дивізія (122. Infanterie-Division);
- 21-ша авіапольова дивізія (21. Luftwaffen-Feld-Division).

- 32-га піхотна дивізія (32. Infanterie-Division);
- 5-та єгерська дивізія (5. Jäger-Division);
- 21-ша авіапольова дивізія (21. Luftwaffen-Feld-Division).

- 81-ша піхотна дивізія (81. Infanterie-Division);
- 132-га піхотна дивізія (132. Infanterie-Division);
- 329-та піхотна дивізія (329. Infanterie-Division).

- Група генерал-майора Вагнера (Gruppe Generalmajor Wagner):
  - 132-га естонська добровольча бригада СС (132. Estn. SS-Freiwilligen-Brigade);
  - литовський поліційний полк СС Рига (Lett. SS-Polizei-Regiment Riga);
- Поліційна група генерала Йекельна (Polizei-Gruppe General Jeckeln):
- 81-ша піхотна дивізія;
- частини:
- 132-ї піхотної дивізії;
- 329-ї піхотної дивізії.

- 32-га піхотна дивізія;
- 81-ша піхотна дивізія;
- 132-га піхотна дивізія;
- 329-та піхотна дивізія;
- Бригада СС Йекельна (SS-Brigade Jeckeln).

- 81-ша піхотна дивізія;
- 263-тя піхотна дивізія (263. Infanterie-Division);
- 329-та піхотна дивізія;
- 18-та панцергренадерська дивізія (18. Panzergrenadier-Division);
- 12-та танкова дивізія (12. Panzer-Division).

- 83-тя піхотна дивізія (83. Infanterie-Division);
- 329-та піхотна дивізія;
- 28-ма єгерська дивізія (28. Jäger-Division);
- 12-та танкова дивізія.

- 211-та піхотна дивізія (211. Infanterie-Division);
- 5-та єгерська дивізія;
- 12-та легка піхотна дивізія Угорщина (12. (leichte) Infanterie-Division (ung.).

- 17-та піхотна дивізія (17. Infanterie-Division);
- 6-та гренадерська дивізія (6. Grenadier-Division);
- 45-та гренадерська дивізія (45. Grenadier-Division);
- 1-ша парашутно-танкова дивізія «Герман Герінг» (Fallschirm-Panzer-Division Hermann Göring);
- Корпусна група «E» (Korps-Abteilung E);
- 1132-га гренадерська бригада (Grenadier-Brigade 1132).

- 251-ша піхотна дивізія (251. Infanterie-Division);
- 6-та фольксгренадерська дивізія (6. Volks-Grenadier-Division);
- 45-та фольксгренадерська дивізія (45. Volks-Grenadier-Division).

- 254-та піхотна дивізія (254. Infanterie-Division);
- 100-та єгерська дивізія (100. Jäger-Division);
- 45-та фольксгренадерська дивізія.